# 十王町 (岡崎市)
十王町（じゅうおうちょう）は、愛知県岡崎市の町名。現行行政地名は十王町1丁目及び十王町2丁目。

## 地理
岡崎市の西部に位置し、市の中枢を担っている。中心街の一角に相応し、町内に小字は持たない。

## 世帯数と人口
2019年（令和元年）5月1日現在の世帯数と人口は以下の通りである。
| 町丁   | 世帯数 | 人口  |
| ------ | ------ | ----- |
| 十王町 | 78世帯 | 186人 |

### 人口の変遷
国勢調査による人口の推移
| 1995年（平成7年）  | 252人 | [ 5 ] |  |
| 2000年（平成12年） | 204人 | [ 6 ] |  |
| 2005年（平成17年） | 189人 | [ 7 ] |  |
| 2010年（平成22年） | 203人 | [ 8 ] |  |
| 2015年（平成27年） | 182人 | [ 9 ] |  |

## 学区
市立小・中学校に通う場合、学区は以下の通りとなる。また、公立高等学校に通う場合の学区は以下の通りとなる。
| 番・番地等 | 小学校             | 中学校             | 高等学校 |
| ---------- | ------------------ | ------------------ | -------- |
| 全域       | 岡崎市立梅園小学校 | 岡崎市立甲山中学校 | 三河学区 |

## 歴史
額田郡岡崎十王町を前身とする。

### 町名の由来
町の北端西角の伝馬口にある十王堂に由来する。

### 沿革
- 1889年（明治22年）10月1日 - 町村制施行に伴い、岡崎横町・岡崎亀井町・岡崎久右衛門町・岡崎魚町・岡崎康生町・岡崎材木町・岡崎十王町・岡崎松本町・岡崎上肴町・岡崎伝馬町・岡崎田町・岡崎唐沢町・岡崎島町・岡崎投町・岡崎能見町・岡崎八幡町・岡崎板屋町・岡崎福寿町・岡崎門前町・岡崎祐金町・岡崎裏町・岡崎両町・岡崎連尺町・岡崎六地蔵町・岡崎籠田町・菅生村・中村・梅園村・八帖村・六供村が合併し、岡崎町大字十王となる[13]。
- 1916年（大正5年）7月1日 - 市制施行に伴い、岡崎市大字十王となる[14]。
- 1917年（大正6年）7月1日 - 十王町に改称[14]。
- 1957年（昭和32年）11月15日 - 1〜2丁目を設定。一部が伝馬通3丁目・菅生町1丁目となる[14]。

## 交通
- 国道1号
  - 東海道
  - 龍城通り

## 施設

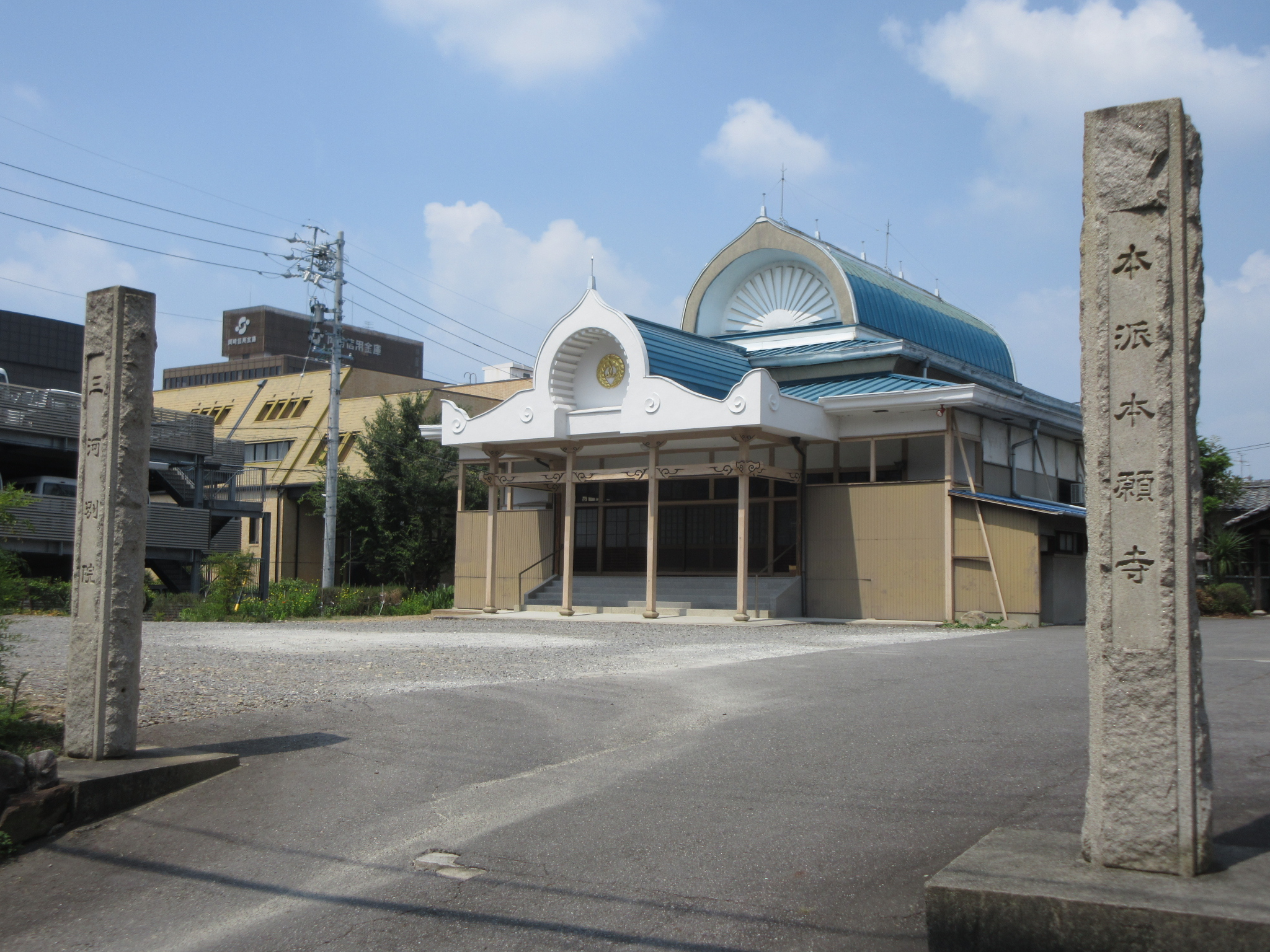
本願寺三河別院

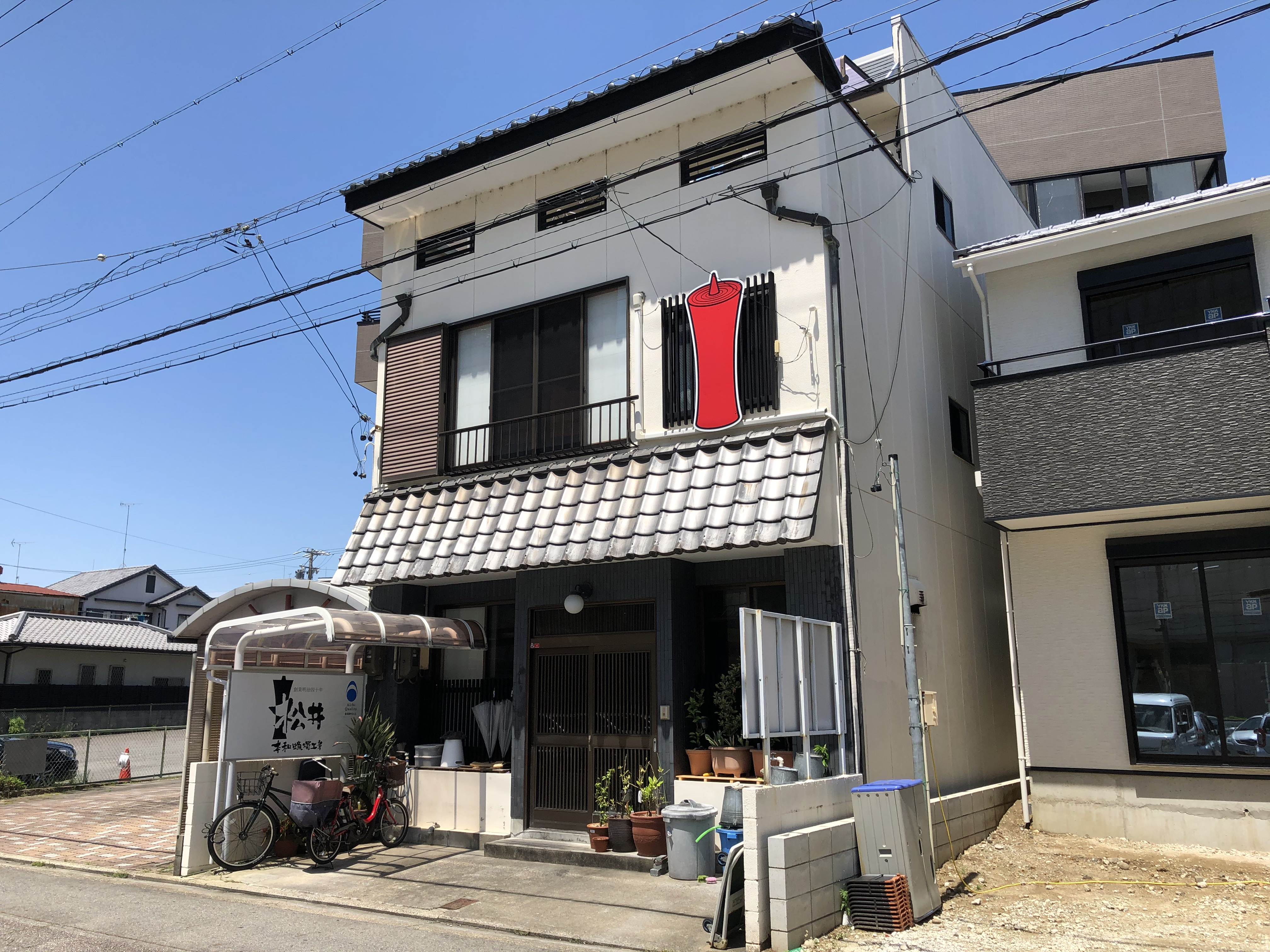
松井本和蝋燭工房

- 岡崎市役所西庁舎・分館
- 本願寺三河別院
- 西照寺
- 徳順寺
- 松井本和蝋燭工房[15][16]

## その他

### 日本郵便
- 郵便番号 : 444-0034[3]（集配局：岡崎郵便局[17]）。

## 参考資料
- 「角川日本地名大辞典」編纂委員会 編『角川日本地名大辞典 23 愛知県』角川書店、1989年。
- 平凡社 編『日本歴史地名大系 23 愛知県の地名』1981年。
- 新編岡崎市史編さん委員会 編『新編岡崎市史 総集編 20』1993年。